# 池宇峰
池 宇峰（チー ユーフェン、Chi Yufeng 、拼音: Chí Yǔ Fēng、1971年9月15日 - ）は、中華人民共和国のインターネット起業家。中華人民共和国を拠点とするエンターテインメント企業グループであるパーフェクト・ワールドの創設者兼董事長である。

## 教育
池は、1994年に清華大学で化学の学士号を取得し、2004年に中欧国際工商学院で経営学の修士号を取得した。

## キャリア
現在、パーフェクト・ワールドは、中国最大の映画・ゲームを扱うエンターテインメント企業の一つとなっている。

## 評価
2001年、池は「中国のソフトウェア産業における優秀な若手」の一人に選ばれた。
2007年から2011年まで、池は「中国のゲーム業界で最も影響力のある個人」の一人に連続で選ばれた。
2010年、池は「マッシブ・オンライン・ゲーマーによるグローバルMMOゲーム分野で最も影響力のある20人」の1人に選ばれた。
2013年と2015年に、池は「中国のインターネット産業の今年の人」の一人に選ばれた。
2016年12月、池は「チャイニーズ・ビジネス・フィギュア・オブ・ザ・イヤー 2016」の一人に選ばれた。